# Zos Kia Cultus (Here and Beyond)
Zos Kia Cultus (Here and Beyond) – szósty album studyjny polskiej grupy muzycznej Behemoth. Wydawnictwo ukazało się w 2002 roku w Europie nakładem Avantgarde Music. W Stanach Zjednoczonych płyta ukazała się w 2003 roku nakładem Olympic Recordings. Tego samego roku album ukazał się również na płycie winylowej nakładem Osmose Productions. Był to ostatni album zrealizowany z gitarzystą Mateuszem Śmierzchalskim i basistą Marcinem Nowakiem. Tytuł płyty odnosi się bezpośrednio do systemu magicznego Zos Kia Cultus opracowanego przez Austina Osmana Spare'a.

## Realizacja
Nagrania albumu zespół rozpoczął latem 2002 roku w lubelskich Hendrix Studios, we współpracy z Arkadiuszem "Maltą" Malczewskim. Podczas trwającej 700 godzin sesji nagraniowej zespół zrealizował piętnaście utworów. Na płycie ukazało się dwanaście utworów, pozostałe utwory zostały wydane rok później na minialbumi Conjuration. Gościnnie w nagraniach wziął udział klawiszowiec Jerzy "U.Reck" Głód (członek grupy Lux Occulta). 
W wydawnictwie tym zespół po raz pierwszy zastosował siedmiostrunowe gitary elektryczne. Charakterystyczne dla albumu są także zmiany tempa i partie solowe perkusisty grupy, Zbigniewa "Inferna" Promińskiego. W utworze "Here and Beyond" został wykorzystany riff rozpoczynający utwór "Cursed Angel of Doom" z dema Endless Damnation.

## Promocja
Wydawnictwo ukazało się w 2002 roku w Europie nakładem Avantgarde Music. W Stanach Zjednoczonych płyta ukazała się w 2003 roku nakładem Olympic Recordings. Tego samgo roku album ukazał się również na płycie winylowej nakładem Osmose Productions. Okładkę i oprawę graficzną albumu stworzył Tomasz "Graal" Daniłowicz na podstawie pomysłu Adama Darskiego. Postać widniejąca na okładce nawiązuje do postaci Baphometa. Książeczka utrzymana jest w kolorach czerni i czerwieni, znajdują się w niej fotografie autorstwa Maurycego Śmierzchalskiego, przedstawiające muzyków Adama "Nergala" Darskiego, Mateusza "Havoca" Śmierzchalskiego i Zbigniewa "Inferna" Promińskiego.
Wydawnictwo było promowane zrealizowanym kosztem 4000 zł teledyskiem do utworu "As Above So Below" w reżyserii Jakuba Miszczaka oraz podczas europejskiej trasy koncertowej m.in. we Włoszech oraz krajach skandynawskich wraz z australijską grupą Deströyer 666, amerykańską Diabolic, Darkane oraz polskimi zespołami Frontside i Crionics. 
Zespół odbył również szereg koncertów w Stanach Zjednoczonych, w których brały udział takie grupy jak: Deicide, Amon Amarth i Revenge. Behemoth na zaproszenie wokalisty Glenna Danziga zagrał również na objazdowym festiwalu Blackest of the Black Festivals w USA, występując wraz z zespołami Opeth, Nile, Superjoint Ritual oraz Danzig.

## Lista utworów
Opracowano na podstawie materiału źródłowego.
| Nr  | Tytuł utworu                             | Słowa                            | Muzyka                             | Długość |
| --- | ---------------------------------------- | -------------------------------- | ---------------------------------- | ------- |
| 1.  | „Horns Ov Baphomet”                      | Adam Darski                      | Adam Darski                        | 6:34    |
| 2.  | „Modern Iconoclasts”                     | Adam Darski                      | Adam Darski                        | 4:25    |
| 3.  | „Here And Beyond (Titanic Turn Of Time)” | Krzysztof Azarewicz              | Adam Darski                        | 3:25    |
| 4.  | „As Above So Below”                      | Krzysztof Azarewicz              | Adam Darski                        | 4:59    |
| 5.  | „Blackest Ov The Black”                  | Adam Darski                      | Adam Darski                        | 3:41    |
| 6.  | „Hekau 718”                              | Krzysztof Azarewicz              | Adam Darski, Piotr Weltrowski      | 0:43    |
| 7.  | „The Harlot Ov The Saints”               | Krzysztof Azarewicz              | Adam Darski                        | 2:47    |
| 8.  | „No Sympathy For Fools”                  | Adam Darski                      | Adam Darski, Mateusz Śmierzchalski | 3:48    |
| 9.  | „Zos Kia Cultus”                         | Krzysztof Azarewicz              | Adam Darski                        | 5:33    |
| 10. | „Fornicatus Benefictus”                  | Austin Osman Spare               | Adam Darski, Raven Moonshae        | 0:52    |
| 11. | „Typhonian Soul Zodiack”                 | Krzysztof Azarewicz              | Adam Darski                        | 4:29    |
| 12. | „Heru Ra Ha: Let There Be Might”         | Adam Darski, Krzysztof Azarewicz | Adam Darski                        | 3:03    |
|     |                                          |                                  |                                    | 44:19   |

## Twórcy
Opracowano na podstawie materiału źródłowego.
| Zespół Behemoth w składzie - Adam "Nergal" Darski – wokal prowadzący, gitara rytmiczna, gitara prowadząca, produkcja muzyczna, miksowanie - Zbigniew "Inferno" Promiński – perkusja - Mateusz "Havoc" Śmierzchalski – gitara rytmiczna, gitara prowadząca oraz - Marcin "Novy" Nowak – gitara basowa Dodatkowi muzucy - Jerzy "U.reck" Głód – instrumenty klawiszowe - Piotr "Trozky" Weltrowski – sample - Raven Moonshae - sample | Produkcja - Arkadiusz Malczewski – inżynieria dźwięku, miksowanie - Grzegorz Piwkowski – mastering - Sharon E. Wennekers - konsultacje gramatyczne - Tomasz "GRAAL" Daniłowicz - oprawa graficzna - Maurycy Śmierzchalski - zdjęcia - Krzysztof Azarewicz – teksty, konsultacje |

## Wydania
| Rok  | Nr katalogowy | Format | Wytwórnia          | Kraj              |
| ---- | ------------- | ------ | ------------------ | ----------------- |
| 2002 | MYSTCD 033    | CD     | Mystic Production  | Polska            |
| 2002 | AV068-CD      | CD     | Avantgarde Music   | Europa            |
| 2003 | OLY0228-2     | CD     | Olympic Recordings | Stany Zjednoczone |
| 2003 | AV068         | LP     | Osmose Productions | Świat             |
| 2007 | CDVILLE192    | CD     | Peaceville Records | Świat             |